# Trnavá Hora
Trnavá Hora és un poble i municipi d'Eslovàquia. Es troba a la regió de Banská Bystrica.

## Història
La primera menció escrita de la vila es remunta al 1388.

## Demografia
| Godina             | 1994 | 2004   | 2014   | 2024   |
| ------------------ | ---- | ------ | ------ | ------ |
| Nombre de persones | 1130 | 1137   | 1203   | 1257   |
| Diferència         |      | +0,61% | +5,80% | +4,48% |

| Godina             | 2023 | 2024   |
| ------------------ | ---- | ------ |
| Nombre de persones | 1256 | 1257   |
| Diferència         |      | +0,07% |